# ريان روبرتس
ريان روبرتس (بالإنجليزية: Ryan Roberts) هو لاعب كرة قاعدة أمريكي، ولد في 19 سبتمبر 1980 في فورت وورث في الولايات المتحدة.

## وصلات خارجية
- ريان روبرتس على موقع دوري كرة القاعدة الرئيسي (الإنجليزية)
- ريان روبرتس على موقعبيزبول رفرنس.كوم (الدوري الرئيسي) (الإنجليزية)
- ريان روبرتس على موقعبيزبول رفرنس.كوم (الدوري الثانوي) (الإنجليزية)
- ريان روبرتس على موقع إي إس بي إن.كوم (أم.أل.بي) (الإنجليزية)
- ريان روبرتس على موقع مشجعي الرسوم البيانية (الإنجليزية)